# Alan Clark (muzyk)
Alan Clark (ur. 5 marca 1952 w Durham) – brytyjski muzyk grający głównie jako członek Dire Straits na instrumentach klawiszowych, a także na gitarze i saksofonie jako muzyk sesyjny.
Nagrywał utwory z wieloma gwiazdami muzyki rockowej, m.in. z Bobem Dylanem, Erikiem Claptonem, Markiem Knopflerem, Simply Red, Tiną Turner, Bee Gees.

## Dyskografia
- 1999 Memories of Eddie Cochran